# Campionati europei di pugilato dilettanti 1955
I Campionati europei di pugilato dilettanti maschili 1955 si sono tenuti a Berlino Ovest, Germania Ovest, dal 27 maggio al 5 giugno 1955. È stata la 11ª edizione della competizione biennale organizzata dall'EABA. 153 pugili da 24 Paesi (tra cui Turchia, Egitto e Saar) hanno partecipato alla competizione.

## Podi
| Categoria                   | Oro                    | Argento            | Bronzo                               |
| Pesi mosca (kg 51)          | Edgar Basel            | Mircea Dobrescu    | Henryk Kukier Wolfgang Behrendt      |
| Pesi gallo (kg 54)          | Zenon Stefaniuk        | Boris Stiepanov    | Daniel Hellebuyck Wolfgang Schwarz   |
| Pesi piuma (kg 57)          | Thomas Nicholls        | Alexander Zasukhin | Pentti Hämäläinen Hans-Peter Mehling |
| Pesi leggeri (kg 60)        | Harry Kurschat         | Darweesh Mustafa   | Ilija Lukić Pentti Rautiainen        |
| Pesi superleggeri (kg 63.5) | Leszek Drogosz         | Pal Budai          | Vladimir Engibarjan Hans Petersen    |
| Pesi welter (kg 67)         | Nicky Gargano          | Hippolyte Annex    | Pavle Sovljanski Nicolae Linca       |
| Pesi superwelter (kg 71)    | Zbigniew Pietrzykowski | Karlos Dzhaneryan  | Marcel Pigou Rolf Caroli             |
| Pesi medi (kg 75)           | Gennadij Šatkov        | Stig Sjölin        | Dieter Wemhöner Bedrich Koutny       |
| Pesi mediomassimi (kg 81)   | Erich Schöppner        | Ulrich Nitzschke   | Július Torma Ottavio Panunzi         |
| Pesi massimi (kg 81 +)      | Algirdas Šocikas       | Horst Witterstein  | Horimir Netuka Francis Magnetto      |

## Medagliere
Nazione ospitante 
| Posiz. | Nazione          | Oro | Argento | Bronzo | Totale |
| ------ | ---------------- | --- | ------- | ------ | ------ |
| 1      | Germania Ovest   | 3   | 1       | 3      | 7      |
| 2      | Polonia          | 3   | 0       | 1      | 4      |
| 3      | Unione Sovietica | 2   | 3       | 1      | 6      |
| 4      | Inghilterra      | 2   | 0       | 0      | 2      |
| 5      | Francia          | 0   | 1       | 2      | 3      |
| 5      | Germania Est     | 0   | 1       | 2      | 3      |
| 7      | Romania          | 0   | 1       | 1      | 2      |
| 8      | Egitto           | 0   | 1       | 0      | 1      |
| 8      | Ungheria         | 0   | 1       | 0      | 1      |
| 8      | Svezia           | 0   | 1       | 0      | 1      |
| 11     | Cecoslovacchia   | 0   | 0       | 3      | 3      |
| 12     | Finlandia        | 0   | 0       | 2      | 2      |
| 12     | Jugoslavia       | 0   | 0       | 2      | 2      |
| 14     | Belgio           | 0   | 0       | 1      | 1      |
| 14     | Danimarca        | 0   | 0       | 1      | 1      |
| 14     | Italia           | 0   | 0       | 1      | 1      |
|        | Totale           | 10  | 10      | 20     | 40     |